# Freedom Downtime
Freedom Downtime är en dokumentärfilm från 2001, skriven, producerad och regisserad av Emmanuel Goldstein. Filmen handlar om hackaren Kevin Mitnick och den s.k. Free Kevin-rörelsen.

## Om filmen
Filmen visades första gången vid Woodstock Film Festival den 22 september 2001.

## Medverkande
- Mark Abene (som Phiber Optik)
- Ed Cummings (som Bernie S)
- Emmanuel Goldstein
- Sean Gullette
- Lazlow Jones
- Alexis Kasperavicius (som Alex Kasper)
- John Markoff
- Kevin Mitnick
- Jeffrey Stanton (som Cellularguy)
- Bruce Sterling
- Deth Veggie